# Dennis Stewart
Dennis Stewart (* 12. Mai 1960 in West Bromwich) ist ein ehemaliger britischer Judoka, der 1988 eine olympische Bronzemedaille im Halbschwergewicht gewann.

## Sportliche Karriere
Der 1,82 m große Stewart kämpfte während seiner gesamten internationalen Karriere im Halbschwergewicht, der Gewichtsklasse bis 95 Kilogramm. Stewart war bei britischen Meisterschaften schon ab 1980 erfolgreich, sein erstes wichtiges internationales Turnier waren die Judo-Weltmeisterschaften 1985, wo er in seinem Auftaktkampf gegen den Belgier Robert Van de Walle verlor. Bei den Commonwealth Games erkämpfte er eine Bronzemedaille. 1987 belegte er den fünften Platz bei den Europameisterschaften und den siebten Platz bei den Weltmeisterschaften. Auch bei den Europameisterschaften 1988 verpasste er als Fünfter die Medaillenränge.
Bei den Olympischen Spielen 1988 in Seoul verlor er seinen ersten Kampf gegen den späteren Olympiasieger Aurélio Miguel aus Brasilien durch Kampfrichterentscheid. In der Hoffnungsrunde bezwang er den Isländer Bjarni Friðriksson, den Italiener Yuri Fazi und im Kampf um die Bronzemedaille Jiří Sosna aus der Tschechoslowakei, wobei alle Kämpfe über die volle Zeit gingen. 1989 schied Stewart sowohl bei den Europameisterschaften als auch bei den Weltmeisterschaften in der ersten Runde aus.